# Pristomyrmex wheeleri
Pristomyrmex wheeleri är en myrart som beskrevs av Taylor 1965. Pristomyrmex wheeleri ingår i släktet Pristomyrmex och familjen myror. Inga underarter finns listade i Catalogue of Life.